# Muntanyes de Gurghiu

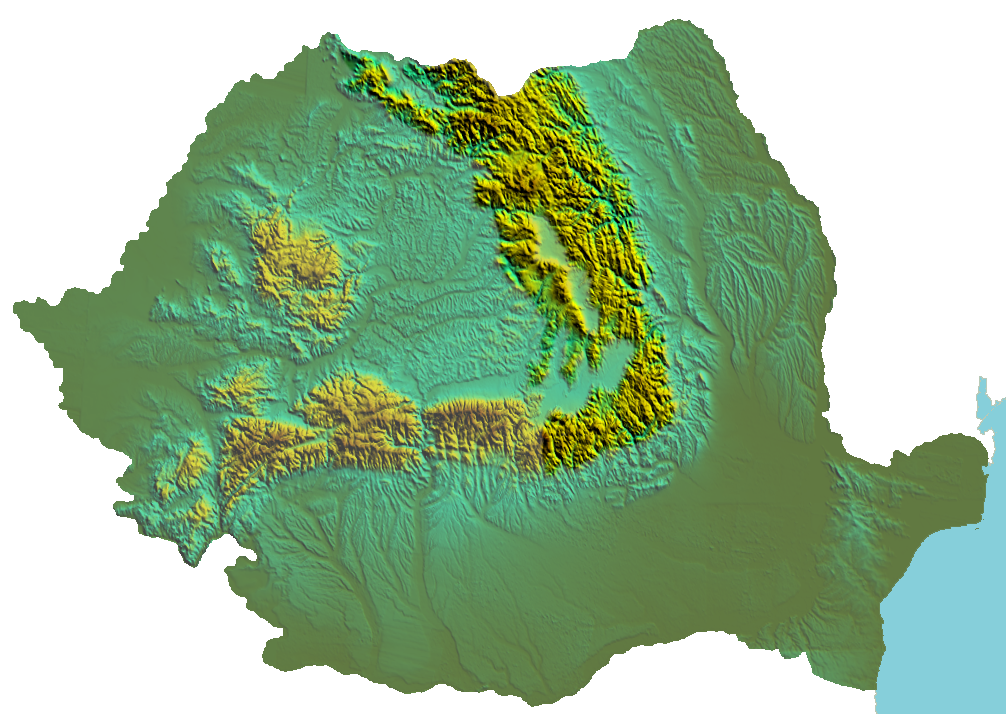
Carpats a Romania. Les muntanyes Gurghiu es troben al nord del centre d’aquesta imatge.

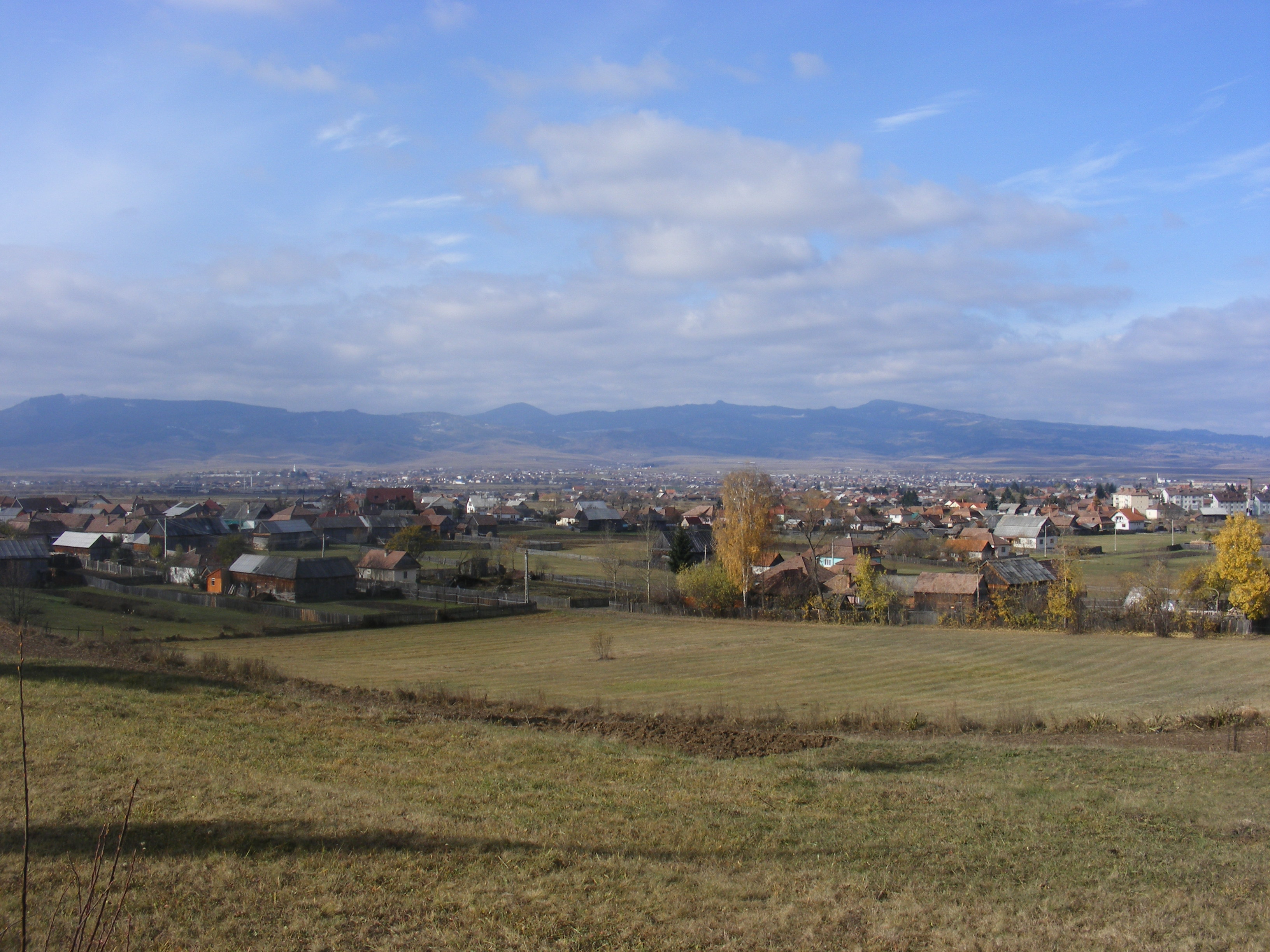
Les muntanyes Gurghiu vistes des de Ditrău i Remetea

Les muntanyes Gurghiu (en romanès: Munții Gurghiu, en hongarès: Görgény) són una serralada de les muntanyes Căliman-Harghita dels Carpats orientals, Romania, a la regió de Transsilvània. Tenen una superfície de 581,76 km².
Les muntanyes són relativament baixes, però ben arbrades i naturals boniques. Són coneguts per l’abundància de vida salvatge, inclosos els cérvols, els senglars, els llops i els óssos.
El cim més alt, Vârful Saca Mare, és de 1.776 m. Els pics més destacats inclouen el pic Amza, de 1.695 m, pic Saca Mică a 1.731 m, i Fâncelu a 1.684 m. Les precipitacions mitjanes són d’uns 1.200 mm i temperatura mitjana 4 °C.
Les muntanyes Gurghiu formen part de la cadena muntanyosa volcànica a la banda occidental dels Carpats orientals. Al nord, el riu Mureș els separa de les muntanyes Călimani. Al sud hi ha les muntanyes Harghita i la vall del riu Târnava.
Les muntanyes es van formar durant un període d'activitat volcànica entre fa 9,4 i 5,4 milions d'anys, començant pel nord i movent-se cap al sud.